# Томаж над Војником
Томаж над Војником (словен. Tomaž nad Vojnikom) је насељено место у општини Војник, Савињска регија, Словенија.

## Историја
До територијалне реорганизације у Словенији био је у саставу старе општине Цеље.

## Становништво
У попису становништва из 2011. године, Томаж над Војником је имао 72 становника.
| Број становника према пописима | Број становника према пописима | Број становника према пописима |
| ------------------------------ | ------------------------------ | ------------------------------ |
| 1991                           | 2002                           | 2011                           |
| 66                             | 59                             | 72                             |

Напомена: До 1955. исказивано под именом Свети Томаж над Војником.